# باکونونیسم

رویهٔ یکی از نسخه‌های برگردان فارسی کتاب گهواره گربه نوشته کورت ونه‌گات که در آن دین باکونونیسم شرح داده شده‌است.

باکونونیسم (Bakononism)، نام دینی خیالی است که کورت ونه‌گات اولین‌بار در کتاب گهواره گربه از آن نام برد و برخی از قواعد و ویژگی‌های آن را در این کتاب برشمرد. پیامبر این دین، باکونون (Bakonon) نام دارد و بیشتر متون مقدس آن به صورت کالیپسو نوشته شده‌اند. کتاب اصلی این دین، اسفار باکونون (The book of Bokonon) نام دارد.
باکونونیسم بر پایه فوما شکل گرفته که به معنی دروغ‌های بی‌ضرر است. بر این اساس، دین باکونونیسم و تمام متون مقدسش بر پایه دروغ است ولی با این حال کسانی که به آن ایمان دارند و از دروغ‌هایش پیروی می‌کنند به آرامش ذهنی رسیده و زندگی خوبی خواهند داشت. باکونونیسم باعث می‌شود تا پیرو آن «با فوما زندگی کند که او را شجاع، مهربان، سلامت و شادمان می‌سازد.»

## پیش‌زمینه
باکونون، شخصیتی در کتاب گهواره گربه، بنیان‌گذار این دین است. او با نام اصلی لیونل بوید جانسون در سال ۱۸۹۱ زاده شد، در مدرسه اقتصاد لندن به تحصیل علم سیاست پرداخت و مجبور شد به علت جنگ جهانی اول درسش را رها کند. در سفری دریایی، کشتی جانسون در دریا غرق شد و او به همراه یک گروهبان ارتش آمریکا با نام ارل مک‌کیب با قایق نجات شکسته‌ای به کشور جزیره‌ای دورافتادهٔ سن لورنزو رسیدند که جزیره‌ای خیالی در کارائیب است که ونه‌گات در کتابش از آن نام برده‌است.
چیزی نمی‌گذرد که جانسون و ارل حاکمان جزیره می‌شوند و پس از اینکه نمی‌توانند وضع زندگی مردم را بهبود بخشند به فکر ایجاد دینی می‌افتند تا با آن مردم بیچاره را از فکر واقعیت زندگی حقیر و بدبختانه‌شان بیرون برند. جانسون دین باکونون را ایجاد می‌کند و ارل طبق هماهنگی از پیش صورت گرفته، آن را غیرقانونی اعلام می‌کند و پیروان باکونونیسم را گرفته و مورد اذیت و آزار قرار داده و می‌کشد. باکونون (جانسون) به جنگل رفته و با هماهنگی با ارل، مخفی شده و از آنجا به ترغیب مردم به پیوستن به باکونونیسم می‌پردازد.

## واژه‌شناسی
باکونونیسم دربرگیرنده تعدادی اصطلاح منحصربه‌فرد است که به زبان مردمان بومی سن‌لورنزو بیان شده‌اند:
- بوکو-مارو (Boko-maru): والاترین عبادت در دین باکونونیسم است و عبارت است از ساییدن انگشت‌های شست پای دو نفر به همدیگر به‌طور خصوصی.
- «شلوغ، شلوغ، شلوغ» (Busy, busy, busy): یک باکونونیست آن را زمزمه می‌کند هنگامی که به پیچیدگی و غیرقابل پیش‌بینی بودن زندگی فکر می‌کند.
- کالیپسو (Calypso): آوازهایی از «کتاب باکونون». در کتاب گهواره گربه، هشت تا از این آوازها آمده‌است که دربرگیرنده جنبه‌های گوناگون آموزه‌های این دین است.
- استوپا (stuppa): بچه‌ای که توی مه مانده. (یعنی یک انسان احمق)
- دافل (duffle): تقدیر هزاران هزار انسان که یک استوپا آن را رقم می‌زند!
- کاراس (karass): گروهی از انسان‌ها که تقدیرشان به هم گره خورده‌است. ممکن است پیوند این سرنوشت‌های مختلف را نتوان به سادگی فهمید. باکونون می‌نویسد: «اگر دیدی که زندگی‌ات، بدون هیچ دلیل منطقی، با زندگی شخصی دیگر درهم‌پیچیده، چه بسا که او هم عضوی از کاراس تو باشد.» او در جای دیگر در کتاب اسفار باکونون می‌گوید: «انسان صفحه شطرنج را آفرید، خدا کاراس را آفرید.»[۱] ونه‌گات در کتاب زمان‌لرزه گفته که «کاراس تیمی است که خداوند تشکیل داده تا کاری برای او انجام دهید.»[۲]
- دوپراس (duprass): کاراسی است که فقط از دو نفر تشکیل شده‌است. باکونون می‌گوید: «کسی قادر نیست به دوپراس واقعی آسیب برساند، حتی کودکانی که حاصل چنین پیوندی باشند.» ضمناً باکونون می‌گوید که اعضای یک دوپراس همیشه تا یک هفته بعد از هم می‌میرند.[۳]
- فوما (foma): دروغ‌های بی‌ضرر. دروغ‌هایی که اگر به‌طور صحیح بکار روند می‌توانند مفید باشند. اولین جمله اسفار باکونون چنین است: «همهٔ چیزهای راستی که می‌خواهم به شما بگویم، دروغ‌های بی‌شرمانه‌اند.»[۴]
- گرانفالون (granfalloon): یک کاراس غیرواقعی؛ گروهی از افراد که تصور می‌کنند با هم ارتباطی دارند در حالیکه در واقعیت این‌طور نیست. حزب کمونیست، دختران انقلابی آمریکا، شرکت جنرال الکتریک و فرقه بین‌المللی جوانان مشنگ مثال‌هایی از گرانفالون هستند؛ و همچنین هر ملتی در هر زمانی و هر مکانی. باکونون در یکی از سرودهایش می‌گوید: اگر می‌خواهی بدانی معنی گرانفالون را/فقط باید برداری پوسته یک بالون را.[۵]
- کان-کان (kan-kan): ابزاری که شخصی را به کاراس شخصی دیگر وارد می‌کند.
- «اکنون من تمام جهان را نابود می‌کنم» (Now I will destroy the whole world): جمله‌ای که باکونونیست‌ها پیش از خودکشی بر زبان می‌آورند.
- پول-پاه (pool-pah): خشم خدا یا توفان خشمگین. باکونون می‌گوید: «گاهی تفسیر پول-پاه از توانایی بشر خارج است.»[۶]
- وین-دیت (vin-dit): حرکت ناگهانی در جهت باکونونیسم
- سارون (saron): تسلیم شدن در برابر وین-دیت
- سین-وات (sin-wat): کسی که تمام عشق یک نفر را برای خودش می‌خواهد.
- سینوکاس (sinookas): پیچک زندگی یک شخص.
- ومپیتر (wampeter): ومپیتر مرکز کاراس است. باکونون به ما می‌گوید که هیچ کاراسی بدون ومپیتر نیست. درست همان‌طوری که هیچ چرخی بدون توپی نیست. هر چیزی ممکن است که یک ومپیتر باشد: درخت، سنگ، جانور، فکر، کتاب، ترانه و جام مقدس مسیح. هر چه که باشد، اعضای کاراسش مثل یک سحابی مارپیچ با آشفتگی شکوهمندی به دور آن می‌گردند. مدارهای اعضای یک کاراس در اطراف ومپیتر مشترکشان، طبیعتاً مدارهایی معنوی هستند؛ جان‌ها در گردش‌اند، نه بدن‌ها. ومپیترها می‌آیند و می‌روند. باکونون می‌گوید در واقع یک کاراس در آن واحد، دو ومپیتر دارد؛ یکی در حال ظهور و دیگری در حال افول.[۷]
- رانگ-رانگ (wrang-wrang): کسی که مردم با دیدن زندگی‌اش، بیهودگی طرز فکرش را درمی‌یابند و از آن دوری می‌جویند.
- زا-ما-کی-بو (zah-mah-ki-bo): تقدیر، سرنوشت غیرقابل‌تغییر. باکونون به ما می‌گوید: «تقدیر هیچ وقت نمایش خوبی ننوشته».[۸]

## دعای پیش از مرگ
باکونونیست‌ها پیش از مرگ دعای زیر را می‌خوانند که همچون بیشتر نوشته‌های مذهبیشان به صورت کالیپسو است.
| متن اصلی دعا به زبان انگلیسی: God made mud. God got lonesome. So God said to some of the mud, "Sit up!" "See all I've made," said God, "the hills, the sea, the sky, the stars." And I was some of the mud that got to sit up and look around. Lucky me, lucky mud. I, mud, sat up and saw what a nice job God had done. Nice going, God. Nobody but you could have done it, God! I certainly couldn't have. I feel very unimportant compared to You. The only way I can feel the least bit important is to think of all the mud that didn't even get to sit up and look around. I got so much, and most mud got so little. Thank you for the honor! Now mud lies down again and goes to sleep. What memories for mud to have! What interesting other kinds of sitting-up mud I met! I loved everything I saw! Good night. I will go to heaven now. I can hardly wait... To find out for certain what my wampeter was... And who was in my karass... And all the good things our karass did for you. Amen. | برگردان فارسی دعا: خدا گِل را آفرید. خدا تنها بود. پس به مشتی گِل گفت: برخیز همه آفریده‌هایم را بنگر. تپه‌ها، دریاها، آسمان، ستارگان. و من مشتی گِل بودم که برخاستم و دور تا دورم را نگریستم. خوشا به حالِ من. خوشا به حالِ گِل و منِ گِل، برخاستم و دیدم که خداوند چه خلقت زیبایی کرده. آفرین بر خدا خدایا! جز تو کسی قادر به چنین کاری نبوده. من که ممئنا نمی‌توانستم. چه ناچیزم در برابر تو. تنها چیزی که مرا بااهمیت جلوه می‌دهد، این است که به تمام گِل‌هایی بیندیشم که حتی بلند نشده‌اند و دور و برشان را ننگریسته‌اند. چه بسیار نصیب من شد و چه اندک نصیب گِل. برای این افتخار، تو را سپاس می‌گویم. اکنون این گِل دوباره دراز می‌کشد و به خواب می‌رود. چه خاطراتی برای گِل مانده‌است. چه گونه‌های جالب دیگری از گِل برخاسته دیدم. به هرچه دیدم عشق ورزیدم. شب خوش. اینک به بهشت می‌روم. دیگر توان صبر کردن ندارم. تا به یقین بدانم ومپیترم چه بوده. و چه کسانی در کاراس من بودند… و همه کارهای خوبی که کاراسمان برای تو انجام داد. آمین. |

## ادبیات
- عنوان مجموعه مقاله‌هایی از ونه‌گات با نام ومپیترها، فوما و گرانفالون از مفاهیم باکونونیسم گرفته شده‌است. در کتاب کوتاهش با نام مردی بدون وطن هم از گفتاوردهای به تصویر کشیده شده از باکونون در ابتدای فصل‌ها استفاده کرده‌است.